# Юра (горы)
Юра (Жюра́, фр. Jura [ʒyʁa], немецкий: [ˈjuːra] (слушать)о файле), Французско-Швейцарская Юра — горный массив в Северо-Западной Швейцарии и Восточной Франции, тянутся в виде дуги, выпуклой к Северо-Западу Европы.
Иногда к нему относят Швабский (Швабская Юра (Schwäbische Jura)) и Франконский Альбы (Франконская Юра), находящиеся на территории Германии. В другом источнике указано что Юра это средне-европейская горная система, тянущаяся на протяжении свыше 660 километров в северо-восточном направлении от Ронской долины (Роны) в Западных Альпах до Фихтельгебирге и долины Майна.

## История
Горы дали название Юрскому периоду, французскому департаменту Юра и одноимённому кантону Швейцарии.
Длина Юры, простирающейся между Савойскими Альпами и Шварцвальдом, — около 250 километров, высота до 1720 метров (гора Неж), в другом источнике Крё де ла Неж (Cret de la neige) и высота у неё 1723 м.
Горы состоят из параллельных хребтов, сложенных в основном из юрских известняков и мергелей; развит карст. Через горы пролегает несколько перевалов, таких как Бёзберг. На юге Французско-Швейцарская Юра соприкасается с Западными Альпами и окаймляют с Северо-Западное Швейцарское плоскогорье.
На склонах растут буковые леса, выше (до 1300 — 1400 метров) — леса из ели и пихты; на вершинах — луга.
Различают несколько районов горного массива Юра:
- Швейцарская Юра[9] — юго-восточная часть гор на территории Швейцарии. Длина — около 200 километров. Высота до 1679 метров (гора Мон-Тандр). Обрываются уступом высотой до 1000 метров к Швейцарскому плато.
- Французская Юра — западная и южная части гор на территории Франции. Опускаются ступенями к северо-западу.
- Швабско-Франконская Юра (Швабский Альб и Франконский Альб) — часть гряды на территории Германии.

## Галерея

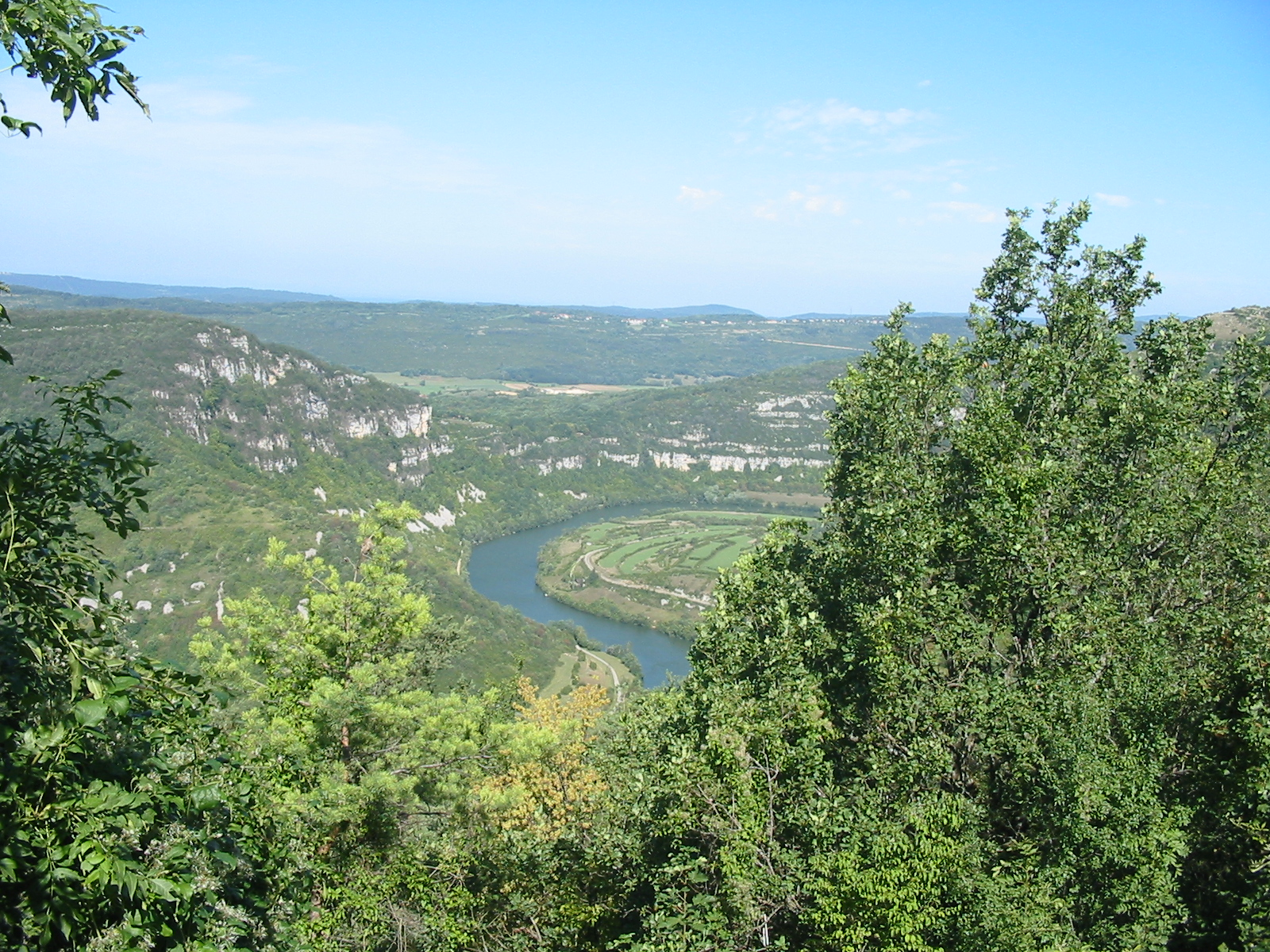
Горная цепь около Нантюа.
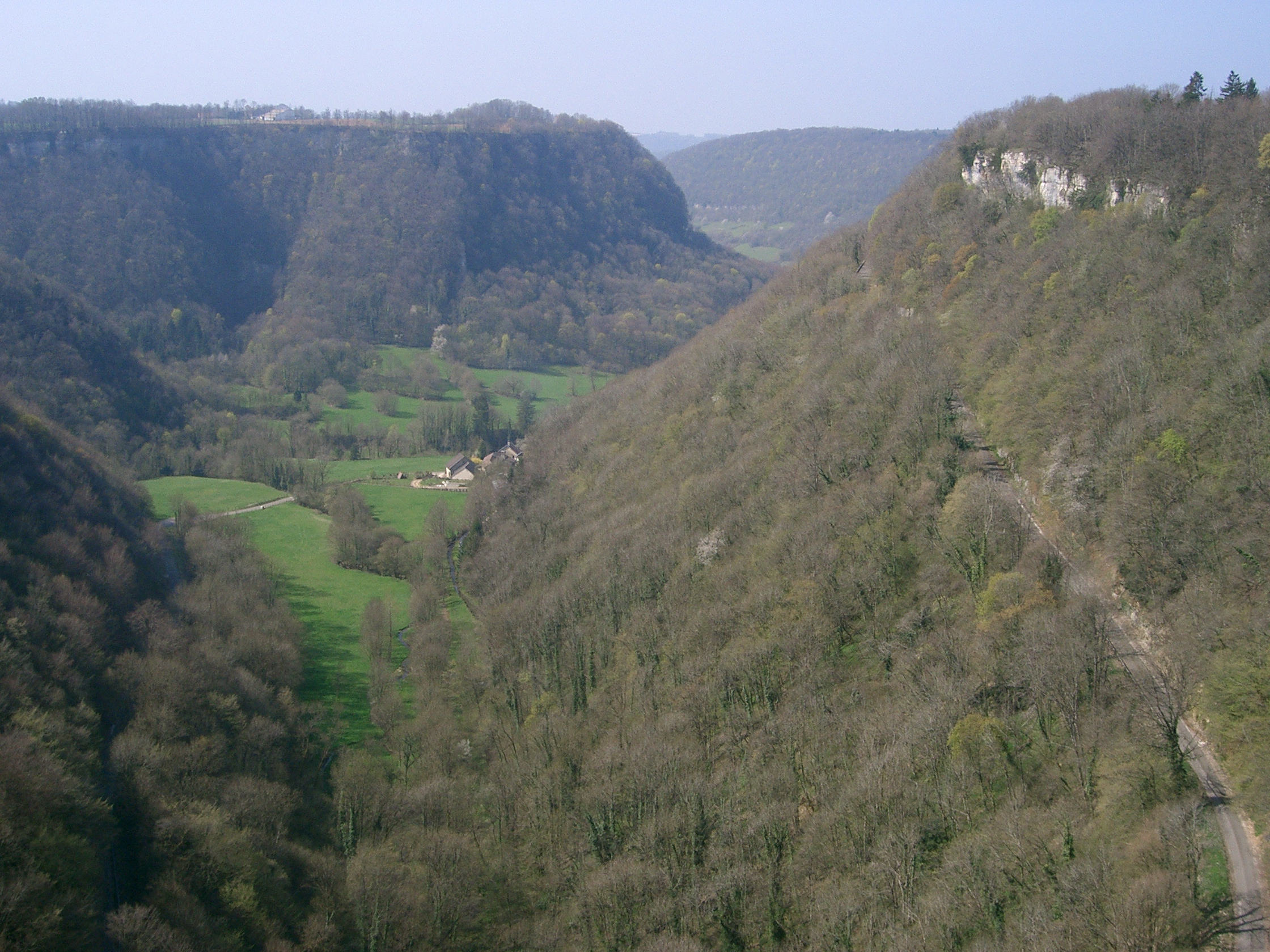
Французская Юра.